# Zvanikovke
Zvanikovke (sunovratke; lat. Amaryllidaceae) biljna porodica iz reda šparogolike (Asparagales) koja obuhvaća 80 rodova i 2.258 priznatih vrsta, a ime je dobila po rodu Amaryllis ili zvanika, lukovičastoj biljci prekrasnog cvijeta.
Danas su poznate četiri vrste zvanika, a najpoznatija je Amaryllis Belladona, atraktivna izgleda, na čijim se dugim peteljkama razvija cvat s trubastim, mirisnim cvjetovima ružičaste boje. Domovina joj je provincija Cape u Južnoafričkoj Republici.
Karakteristika zvanikovki su lukovice ili podzemne stabljike, dugi uski listovi i atraktivni cvjetovi s tri ili šest latica i suhe čahure ili mesnati bobičasti plodovi. Brojne vrste uzgajaju se kao ukrasno bilje, a neke su važne u ljudskoj prehrani.
Porodica se prema rodu Narcissus (narcis, sunovrat) ponekad naziva i sunovratke.

## Opis porodice
Amaryllidaceae su porodica višegodišnjih biljaka iz reda cvjetnica Asparagales, koja sadrži 73 roda i najmanje 1600 vrsta, rasprostranjenih prvenstveno u tropskim i suptropskim područjima svijeta. Članovi porodice imaju lukovice ili podzemne stabljike, nekoliko listova u obliku remena ili koplja grupiranih pri dnu stabljike ili naizmjenično raspoređenih duž stabljike, cvjetove obično s tri ili šest latica i tri ili šest čašica i plodove koji su obično suhe kapsule ili mesnate bobice.
Porodica je podijeljena u tri potporodice: Amaryllidoideae, Agapanthoideae i Allioideae. Amaryllidoideae je najveća od njih i sadrži mnoge vrtne ukrase, posebno lijepa zvanika (Amaryllis belladonna), visibabu (Galanthus), drijemovac (Leucojum) i narcis (Narcissus). Mnoge tropske biljke slične ljiljanima također pripadaju potporodici, kao što su “kapski tulipan”, ili krvavi cvijet (Haemanthus), “kornvalski ljiljan” (Nerine) i vitešku zvijezdu Hippeastrum; hippeastrumi, koji se uzgajaju zbog svojih velikih, upadljivih cvjetova, poznati su kao amarilisi. Ukrasna euroazijska biljka poznata kao zimski narcis ili žuta lužarka  (Sternbergia lutea) često se uzgaja na granicama ili u kamenjarima. Natalni ljiljan ili kafirski ljiljan (Clivia miniata), južnoafrička trajnica, uzgaja se kao kućna biljka zbog svojih narančastih cvjetova obrubljenih žutom bojom.
Potporodica Allioideae (ranije obitelj Alliaceae) sadrži niz važnih prehrambenih usjeva, uključujući crveni luk (Allium cepa), češnjak (A. sativum), poriluk (A. porrum) i vlasac (A. schoenoprasum).
Agapanthoideae sastoji se od jednog roda, Agapanthus, porijeklom iz Južne Afrike. Afrički ljiljan, ili ljiljan s Nila (Agapanthus africanus), čest je vrtni ukras u toplim klimama.

## Potporodice
- Agapanthoideae Endl.
- Allioideae Herb.
- Tulbaghioideae M.F.Fay & M.W.Chase
- Amaryllidoideae Burnett

## Rodovi
1. Acis • 10 spp
2. Agapanthus • 7 spp
3. Allium • 964 spp
4. × Amarcrinum • 1 spp
5. × Amarygia • 2 spp
6. Amaryllis • 2 spp
7. Ammocharis • 7 spp
8. Apodolirion • 6 spp
9. Boophone • 2 spp
10. Brunsvigia • 19 spp
11. ×Calicharis • 1 spp
12. Caliphruria • 4 spp
13. Calostemma • 3 spp
14. Cearanthes • 1 spp
15. Chlidanthus • 4 spp
16. Clinanthus • 23 spp
17. Clivia • 8 spp
18. × Crimocharis • 1 spp
19. Crinum • 120 spp
20. Crossyne • 2 spp
21. Cryptostephanus • 3 spp
22. Cyrtanthus • 56 spp
23. Eithea • 1 spp
24. Eucrosia • 8 spp
25. Eustephia • 6 spp
26. Galanthus • 23 spp
27. Gethyllis • 30 spp
28. Gilliesia • 7 spp
29. Griffinia • 21 spp
30. Habranthus • 82 spp
31. Haemanthus • 23 spp
32. Hannonia • 1 spp
33. Hessea • 13 spp
34. Hieronymiella • 9 spp
35. Hippeastrum • 97 spp
36. Hymenocallis • 65 spp
37. Ipheion • 3 spp
38. Ismene • 12 spp
39. Lapiedra • 1 spp
40. Latace • 2 spp
41. Leptochiton • 2 spp
42. Leucocoryne • 48 spp
43. Leucojum • 2 spp
44. Lycoris • 23 spp
45. Mathieua • 1 spp
46. Miersia • 5 spp
47. × Myobranthus • 1 spp
48. Namaquanula • 2 spp
49. Narcissus • 107 spp
50. Nerine • 29 spp
51. Nothoscordum • 90 spp
52. Pamianthe • 2 spp
53. Pancratium • 22 spp
54. Paramongaia • 1 spp
55. Phaedranassa • 10 spp
56. Phycella • 5 spp
57. Placea • 6 spp
58. Plagiolirion • 1 spp
59. Proiphys • 5 spp
60. Pyrolirion • 8 spp
61. Rauhia • 4 spp
62. Rhodophiala • 27 spp
63. Scadoxus • 10 spp
64. Schickendantziella • 1 spp
65. Sprekelia • 2 spp
66. Stenomesson • 17 spp
67. Sternbergia • 8 spp
68. Strumaria • 27 spp
69. Tocantinia • 3 spp
70. Traubia • 1 spp
71. Trichlora • 4 spp
72. Tristagma • 17 spp
73. Tulbaghia • 28 spp
74. Ungernia • 10 spp
75. × Urceocharis • 1 spp
76. Urceolina • 7 spp
77. Vagaria • 2 spp
78. Worsleya • 1 spp
79. Zephyranthes • 87 spp

## Galerija
- Habranthus tubispathus
- Zephyranthes jonesii
- Agapanthus praecox
- Hippeastrum striatum
- Tulbaghia cominsii
- Sprekelia.formosissima
- Nothoscordum vittatum

## Vanjske poveznice
|  | Zajednički poslužitelj ima još gradiva o temi Amaryllidaceae |
|  | Wikivrste imaju podatke o taksonu Amaryllidaceae             |